# St. Georg und Florian (Reicholzried)

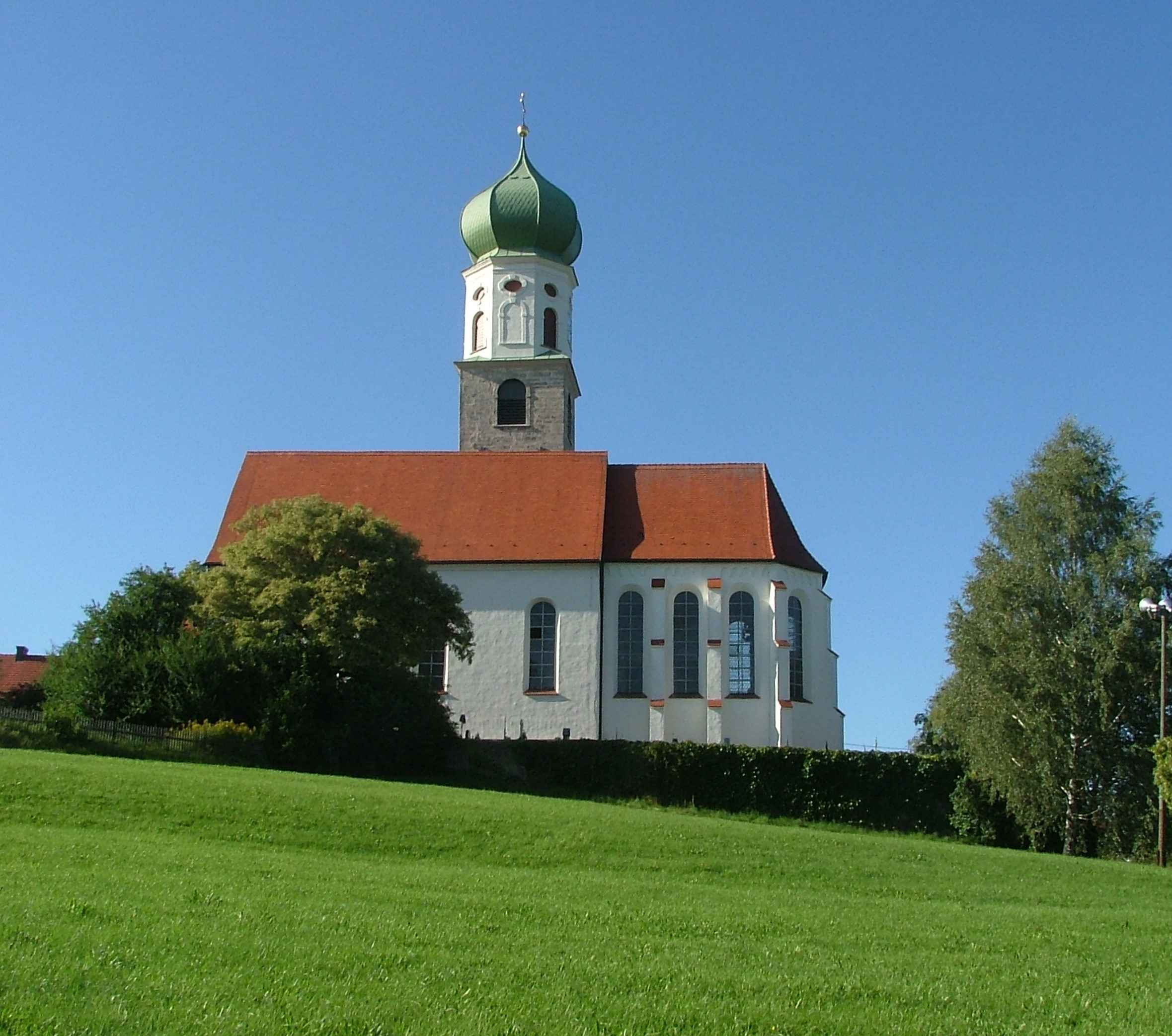
Kirche St. Georg und Florian in Reicholzried

St. Georg und Florian ist eine unter Denkmalschutz stehende katholische Pfarrkirche in Reicholzried, einem Ortsteil von Dietmannsried im Landkreis Oberallgäu (Bayern).

## Geschichte
Die erste Kirche an dieser Stelle, ein spätgotischer Bau aus dem 15. Jahrhundert, wurde während des Dreißigjährigen Krieges 1632 zerstört und bis 1679 wieder errichtet. Die Sebastianskapelle wurde im Jahr 1700 angebaut. Die oberen Turmgeschosse wurden nach einem Blitzschlag 1719 und die Zwiebelhaube 1789 neu erbaut. In den Jahren 1870 und 1921 fanden Renovierungen statt.

## Baubeschreibung
Das geostete Kirchengebäude befindet sich am südlichen Ende von Reicholzried auf einer Anhöhe. Das Langhaus mit Rundbogenfenstern besteht aus drei Fensterachsen. Die 1700 erschaffene holzgetäfelte Decke wurde 1789 durch eine Flachdecke ersetzt. Nordöstlich an das Langhaus schließt sich unter dem verlängerten Satteldach des Langhauses die Sebastianskapelle an. Die Sebastianskapelle ist flachgedeckt zum Langhaus hin wie ein Seitenschiff geöffnet. Der Übergang vom Langhaus zur Sebastianskapelle bilden drei rundbogige Arkaden. Die Arkaden stützen sich auf zwei kurze Rundsäulen, die auf einem achtseitigen Kapitellblock bzw. einem quadratischen Sockel ruhen. In der Sebastianskapelle sind zwei Rundfenster eingesetzt. Eine klassizistische Holztür mit barocken Beschlägen befindet sich am nördlichen Seitenausgang. Außen am Seitenausgang ist eine Sandsteinfassung mit korinthisierenden Säulen, gesprengtem Giebel und ovalem Oberlicht angebracht. Der Giebel ist mit 1700 bezeichnet. Eine zweistöckige Empore ist an der Westwand des Langhauses vorhanden, an dessen Rückwand zwei Rundfenster eingesetzt sind. Der Westausgang, aus der Zeit um 1700, hat wie der nördliche Seitenausgang, ebenfalls eine Sandsteinfassung. In dieser rundbogig gefelderten Fassung ist eine gefelderte Holztür mit altem Beschläge vorhanden. Im Vorzeichen befindet sich ein Netzgratgewölbe mit gedrückt spitzbogigen Seitenausgängen. Unterhalb des Satteldachs ist ein Rundbogenfries. Dieses befindet sich auch auf dem leicht vorkragenden Giebel. An das Langhaus schließt sich durch einen runden Chorbogen der eingezogene Chor an. Der dreiseitig geschlossene Chor besteht aus drei Jochen und enthält eine barocke Stichkappentonne. Vormals befanden sich hier spätgotische Rippen, die jedoch herausgeschlagen wurden. Im Chor sind, wie auch im Langhaus, Rundbogenfenster, wobei das östliche vermauert ist. Um den Chor umlaufend sind außen ein hoher Sockel sowie zweifach abgestreppte Strebepfeiler mit Pultdach. Unter dem Satteldach ist am Chor ein Rundbogenfries. Der Kirchturm wurde aus Tuffsteinquadern errichtet. Bis zur Erneuerung 1719 war der Kirchturm mit einem Satteldach gedeckt. Auf dem quadratischen Kirchturm ist ein oktogonales Obergeschoss aufgesetzt, auf diesem sitzt über einem kräftigen Kranzgesims die Zwiebelhaube. Die Sakristei befindet sich im nördlichen Chorwinkel und wurde 1922 in Richtung Osten erweitert. Eine eisenbeschlagene Tür führt von der Sakristei in den Chor.

## Ausstattung

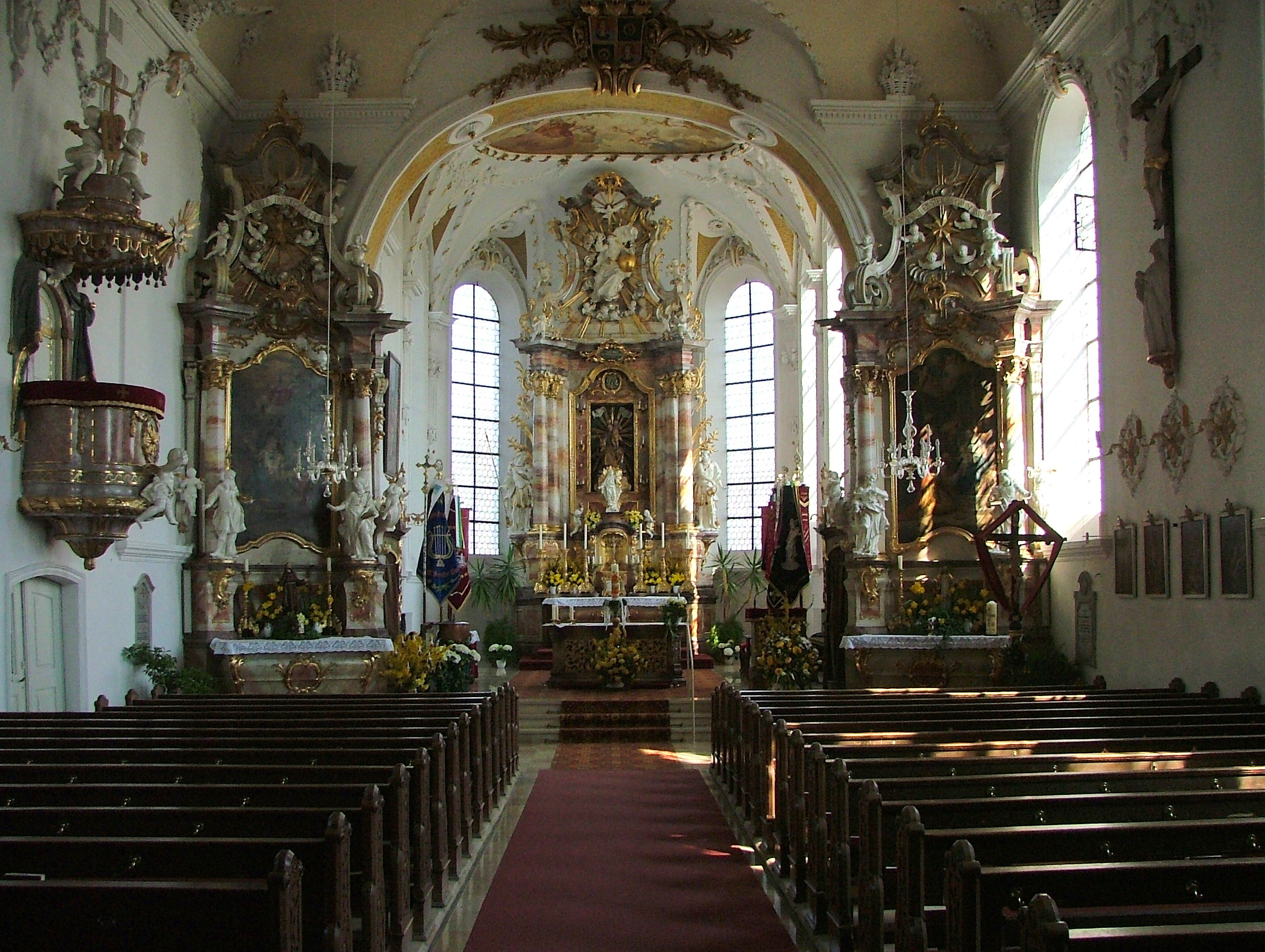
Innenansicht

### Fresken
Die Fresken wurden 1789 von Franz Josef Hermann geschaffen. Im Chor ist die Anbetung des Lammes durch die 24 Ältesten dargestellt. Das große Deckenbild mit Scheinarchitektur im Langhaus zeigt den Sieg des Christentums über das Heidentum mit Glorie der beiden Titelheiligen. Signiert ist das Deckengemälde mit Franz Josef Hermann 1789. Die vier Evangelisten sind in den Zwickeln dargestellt. In der Kehle finden sich Fresken der zwölf Apostel in Grisaillemalerei. Oberhalb der Empore ist die Austreibung der Händler aus dem Tempel zu sehen. An der Emporenbrüstung befinden sich Darstellungen drei göttlicher Tugenden. Die Fresken an der Decke der Sebastianskapelle sind teilweise stark erneuert. Zu sehen ist der heilige Sebastian mit Putten und Rüstung.

### Altäre
Der Hochaltar und die Seitenaltäre wurden 1758 von einem Kemptener Bildhauer geschaffen. Sie sind marmoriert mit Rocailledekor. Ursprünglich enthielt der Hochaltar ein barockes Altarbild, das allerdings durch eine moderne Muttergottesfigur ersetzt wurde. Diese wird von gekröpften Doppelsäulen flankiert. Auf Rocaillekonsolen befinden sich weiß gefasste Holzfiguren der Heiligen Georg und Florian. Im Altarauszug darüber ist die bewegte Figur des Gottvaters zu sehen, darüber eine Heiliggeisttaube, umgeben von einem Strahlenkranz mit Puttenköpfen. Am Tabernakel mit Kruzifix und Lamm befinden sich zwei moderne Putten.
Die Seitenaltäre folgen in ihrem Aufbau dem des Hochaltars und enthalten ein von Säulen flankiertes Altarbild. Am linken Seitenaltar zeigt das Altarbild die Anbetung der Hirten, vor den Säulen befinden sich die Figuren der Heiligen Joachim und Anna. Rechts am Seitenaltar ist die Anbetung der Heiligen Drei Könige zu sehen. Die Figuren vor den Säulen stellen den Apostel Petrus und die heilige Magdalena dar. Beide Altarblätter sind mit Franz Josef Hermann 1786 signiert.

### Kanzel
Die frühklassizistische Kanzel entstand um 1789 vermutlich unter Mitwirkung Franz Xaver Feuchtmayrs. Der dreiteilig gerundete Korb enthält Stuckmarmorfelder. Die Rückwand mit der Kanzeltür ist mit einer von Putten gehaltenen Draperie umgeben. Auf dem Schalldeckel mit Lambrequin sind Putten mit einer Gesetzestafel.

### Taufstein
Der Taufstein befindet sich in der Sebastianskapelle und stammt aus der Zeit um 1700. Auf der achteckigen Sandsteinsockelplatte ist ein runder Fuß mit Muschelbecken aus Rotmarmor gefertigt. Der Deckel mit Akanthusschnitzwerk wird von einer weiß-goldgefaßten Schnitzgruppe der Taufe Christi gekrönt. Die Schnitzgruppe stammt von 1760.

### Orgel
Um 1802 war eine acht Register umfassende Orgel mit einem Manual und vermutlich angehängtem Pedal vorhanden. 1899 baute Heinrich Koulen, Augsburg, das heutige Instrument im System der pneumatischen Taschenlade mit freistehendem Spieltisch und neobarockem Prospekt. 1982 tauschte die Firma Zeilhuber, Altstädten, die Oboe 8′ im Schwellwerk aus, vermutlich wegen Anobienbefall. Josef Maier, Hergensweiler, reinigte die Orgel 1998, ersetzte die Prospektpfeifen aus Zink gegen Zinnpfeifen und entfernte aus Platzgründen und in Einverständnis mit dem Orgelsachverständigen den historischen Tret- und Magazinbalg. Als Ersatz wurde im Untergehäuse ein neuer, wesentlich kleinerer Balg eingebaut. Das Gehäuse erhielt von Gebhard Eyerschmalz, Reicholzried, eine zu den Altären korrespondierende Farbfassung. Die Orgel stellt eines der wenigen technisch und klanglich original erhaltenen Instrumente der Firma Koulen dar und ist ein Denkmal der süddeutschen Orgelromantik.
| I Hauptwerk C– |       |
| Bourdon        | 16′   |
| Principal      | 8′    |
| Gamba          | 8′    |
| Flaut major    | 8′    |
| Dolce          | 8′    |
| Octav          | 4′    |
| Octav          | 2′    |
| Cornet-Mixtur  | 2 ⁄3′ |

| II Schwellwerk C– |    |
| Lieblich Gedeckt  | 8′ |
| Salicional        | 8′ |
| Vox coelestis     | 8′ |
| Traversflöte      | 4′ |
| Oboe              | 8′ |

| Pedal C–  |     |
| Subbass   | 16′ |
| Oktavbass | 8′  |

- Koppeln: II/I, I/P, II/P Superoctavkoppel II/I (Oberoktave ausgebaut)
- Spielhilfen: Crescendo-Tritt mit Anzeiger, Schwelltritt

Anmerkungen
1. ↑  2 2⁄3′ + 2′ (= Octav 2′) + 1 1⁄3